# Hurriti

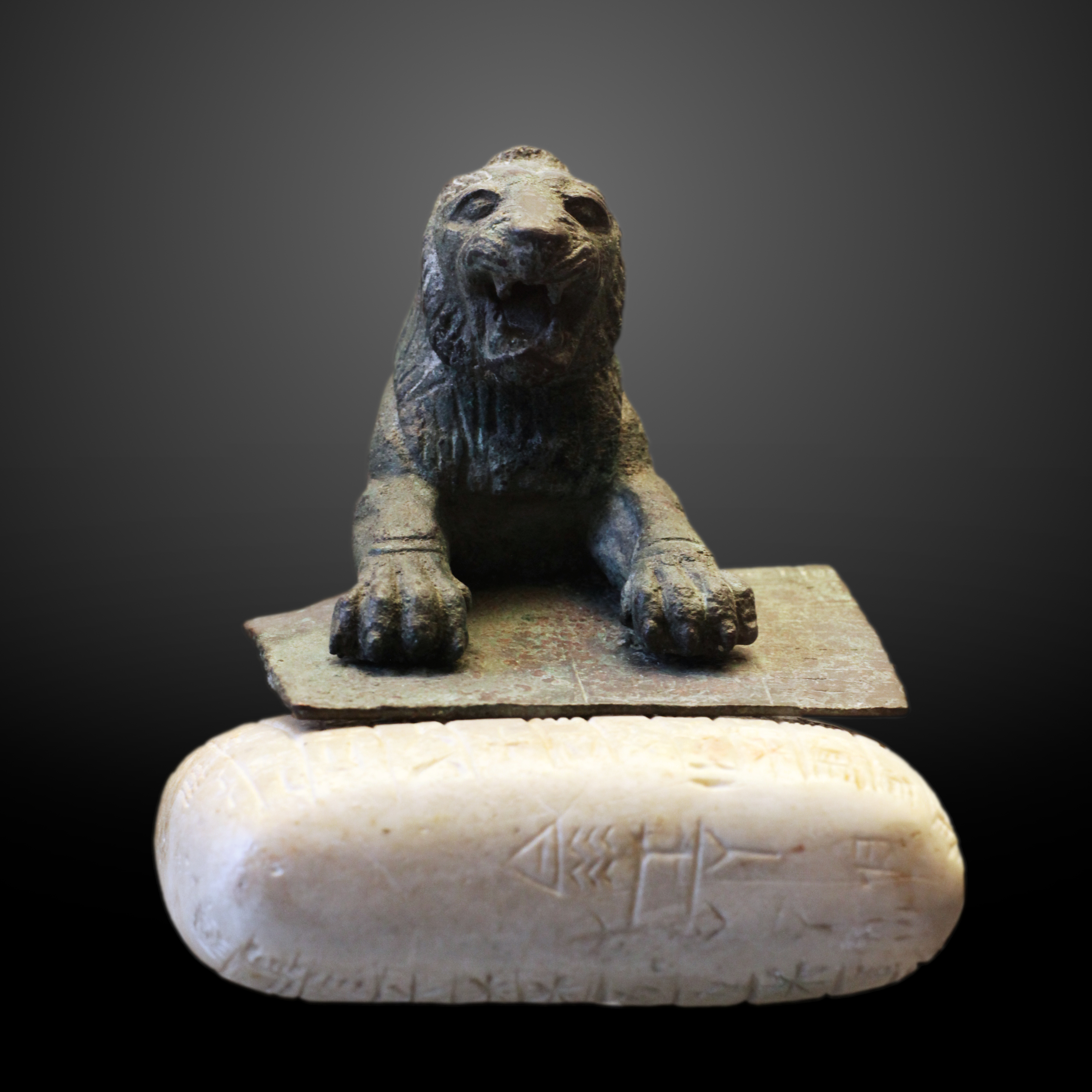
Museo del Louvre: leone su lapide in pietra recante un testo con caratteri hurriti risalente alla seconda metà del III millennio a.C.

Gli Urriti, Hurriti, Khurriti o Hurri detti anche Orrei, furono una popolazione mesopotamica, di cui vi è traccia a partire dalla metà del III millennio a.C. Vi sono notizie che al tempo dell'Impero accadico gli Hurriti vivessero sul bordo settentrionale della Mesopotamia e nella valle del fiume Khabur, il maggiore affluente dell'Eufrate. Sono menzionati in testi privati di Nuzi, di Ugarit e negli archivi ittiti di Ḫattuša.

## Il popolo

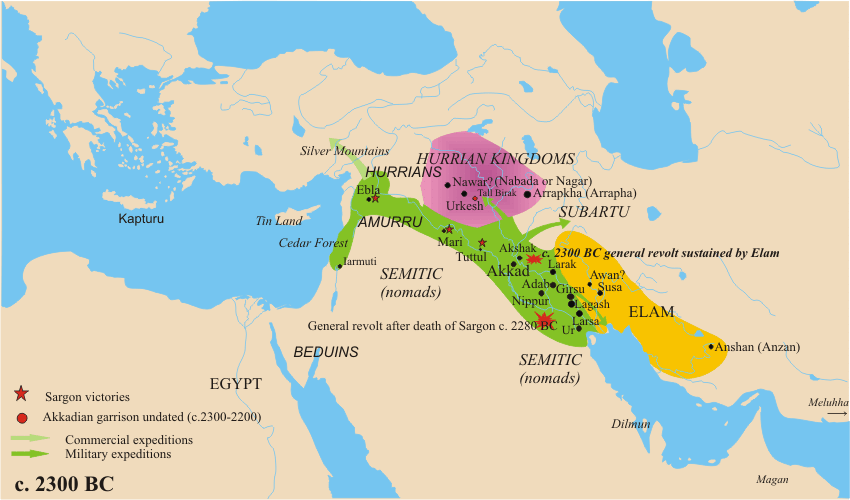
In viola l'area degli insediamenti hurriti nell'Età del bronzo

Le prime attestazioni dell'esistenza di città-Stato hurrite nell'Alta Mesopotamia risalgono all'epoca accadica. Esse appaiono essere alleate degli stessi Accadi. Fra queste città-Stato del III millennio a.C. la più importante fu Urkesh. In questo sito sono stati scoperti i primi documenti in lingua hurrita.
Testi in scrittura cuneiforme del II millennio a.C. provenienti da Mari nominano dei governatori di città-stato nella Mesopotamia settentrionale sia come Amurru (Amorrei) sia come Hurriti. Governatori con nomi hurriti sono attestati anche a Urshum e Hashshum, e tavolette provenienti da Alalakh (strato VII, ultima parte del periodo antico-babilonese) menzionano popoli con nomi hurriti alla foce dell'Oronte. Non ci sono prove di un'invasione da nord-est. Generalmente queste fonti onomastiche sono state prese come prova di un'espansione hurrita verso sud ed est.
Si ritiene che le tribù guerriere degli Hurriti e le loro città-stato siano state unificate sotto un'unica dinastia dopo la caduta di Babilonia dovuta al saccheggio degli Ittiti di Muršili I e all'invasione dei Cassiti. La conquista ittita di Aleppo (Yamkhad), la debolezza dei re medio-Assiri e le lotte interne degli Ittiti stessi crearono un vuoto di potere nella Mesopotamia settentrionale. Questa situazione portò al formarsi di un potente regno hurrita unificato, il regno di Mitanni. Il fondatore leggendario della dinastia mitannica fu un re chiamato Kirta, seguito da un altro di nome Shuttarna, il cui successore sarebbe stato Barattarna. Di questi primi re non si conosce nulla.
Un frammento hittita, probabilmente dei tempi di Mursili I, menziona un "Re degli Hurriti" (LUGAL ERÍN.MEŠ Hurri). Questa terminologia era stata usata per re Tushratta, in una lettera negli archivi di Amarna. Il titolo normale del re era "Re degli uomini-di-Hurri" (senza il determinativo KUR che indica una nazione).

## Cultura e società
La conoscenza della cività hurrita si fonda sui reperti archeologici rinvenuti nei siti come Nuzi e Alalakh, così come sulle tavolette cuneiformi, provenienti principalmente da Ḫattuša, la capitale degli Ittiti, la cui civiltà fu grandemente influenzata da quella hurrita. Le tavolette provenienti da Nuzi, Alalakh e altre città di popolazione hurrita (come mostrato dai nomi di persona) rivelano aspetti culturali hurriti sebbene tali testi siano scritti in accadico. I sigilli cilindrici hurriti erano accuratamente incisi e spesso rappresentavano scene mitologiche. Essi sono una chiave per comprendere la civiltà hurrita.

### Ceramica
Gli Hurriti furono provetti ceramisti. Numerosi oggetti in ceramica, di produzione hurrita, sono stati rinvenuti in Mesopotamia e nelle terre ad occidente dell'Eufrate; erano molto apprezzati anche nel lontano Egitto al tempo del Nuovo Regno. Gli archeologi indicano come ceramica del Khabur e ceramica di Nuzi due tipi di ceramica a tornio prodotta dagli Hurriti. La ceramica del Khabur è caratterizzata da linee dipinte di colore rossiccio a disegni triangolari e punti, mentre quella di Nuzi ha forme caratteristiche ed è dipinta di marrone o nero.

### Metallurgia
Gli Hurriti furono stimati come fabbri: i Sumeri adottarono il vocabolario hurrita in materia di rame. Il rame proveniente dall'altopiano anatolico veniva esportato verso la Mesopotamia. La valle del Khabur aveva un ruolo centrale nel commercio dei metalli: rame, argento e perfino lo stagno erano disponibili nei regni vassalli degli Hurriti situati sull'altopiano anatolico, come Kizzuwatna e Ishuwa. Di oro, invece, non v'era molta disponibilità e le lettere di Amarna ci informano che esso veniva importato dall'Egitto. Nonostante il ruolo degli Hurriti nella metallurgia, non ci sono pervenuti molti oggetti metallici di tale popolo, salvo che relativamente al tardo regno di Urartu. Ad Urkesh sono state scoperte alcune graziose statuette di bronzo raffiguranti leoni.

### Allevamento dei cavalli
Vi è una stretta relazione fra il regno di Mitanni e l'allevamento dei cavalli. Ad esempio, il nome del regno di "Ishuwa", che aveva uno stretto legame con Mitanni e probabilmente anche un'importante quota di popolazione hurrita, significa "terra dei cavalli". Inoltre, in un testo trovato a Ḫattuša si parla di addestramento dei cavalli e la persona responsabile di ciò è un hurrita di nome Kikkuli. È infine da notare che la terminologia relativa ai cavalli contiene molte parole di origine indoeuropea (Mayrhofer, 1974), pur se i Hurriti non erano una popolazione indoeuropea (Liverani, 2009, p. 44).

### Urbanistica
La cultura hurrita non diede vita a molte città. Urkesh fu la sola città hurrita del III millennio a.C. Nel II millennio a.C. conosciamo alcune città hurrite, come Arrapha, Harran, Kahat, Nuzi, Taidu e Waššukanni, la capitale di Mitanni. Malgrado la reale collocazione di Washukanni, da alcuni identificata con il sito di Tell Fakhariya, non sia ben chiara, nessun tell nella valle del Khabur supera il chilometro quadrato di superficie, e la maggioranza dei siti sono molto più piccoli.
La civiltà hurrita appare perciò molto diversa dalle organizzazioni centralizzate dell'Antico Egitto e dell'Assiria. Una spiegazione può trovarsi nel fatto che l'organizzazione feudale dei regni hurriti non consentiva di svilupparsi a grandi signorie palaziali e templari.

### Musica
È interessante osservare che fra i testi hurriti trovati ad Ugarit ci sono i più antichi esempi di scrittura musicale, i cosiddetti Canti Hurriti, risalenti al 1400 a.C. circa. In questi frammenti sono stati trovati i nomi di quattro compositori, Tapšiẖuni, Puẖiya(na), Urẖiya e Ammiya.

### Religione
La cultura hurrita ebbe grande influenza sulla religione ittita. Dal centro cultuale hurrita di Kummanni nel Kizzuwatna la religione hurrita si diffuse presso gli Ittiti. Ne derivò un sincretismo religioso fra la antica religione ittita e quella hurrita. La religione hurrita si diffuse anche in Siria, dove Baal divenne l'equivalente di Teshub. Anche nel più tardo regno di Urartu, fiorito nella prima metà del I millennio a.C., erano venerate divinità di origine hurrita. La religione hurrita, in forme diverse, influenzò l'intero Vicino Oriente antico, eccetto l'Egitto e la Mesopotamia meridionale.
Le principali divinità del pantheon hurrita erano:
- Teshub, Tešup; il potente dio del cielo e della tempesta.
- Hebat, Hepa; sua moglie, dea madre, considerata la dea del sole dagli Ittiti. Derivava dalla dea sumera Kubau, chiamata Hawwah dagli Aramei e da altri popoli semitici, la biblica חוה, Eva.
- Sarruma, Šarruma; loro figlio.
- Kumarbi; l'antico padre di Teshub; la sua casa secondo il mito è la città di Urkesh.
- Shaushka, o Shawushka, Šauska; era l'equivalente hurrita della mesopotamica Ištar, la dea della fertilità, della guerra e della medicina.
- Shimegi, Šimegi; il dio sole.
- Kushuh, Kušuh; la dea luna. Le raffigurazioni del sole e della luna appaiono abbinate nella iconografia hurrita.
- Nergal; il dio babilonese dell'oltretomba, di cui è sconosciuto il nome dell'equivalente hurrita.
- Ea; divinità anch'essa di origine babilonese, può aver influenzato il cananeo El, ed anche ים Yam, dio del mare e dei fiumi.

I sigilli hurriti spesso raffigurano creature mitologiche come uomini e animali alati, draghi e altri mostri. L'interpretazione di queste rappresentazioni di dèi e demoni è incerta: può trattarsi di divinità protettrici, così come di spiriti maligni. Qualche raffigurazione ricorda gli shedu assiri.
Le divinità hurrite non sembrano aver avuto particolari santuari dove il dio "risiedeva", come invece nella religione babilonese o in quella egizia. I più importanti centri di culto erano Kummani, capitale del regno di Kizzuwatna, dove si trovava un importante tempio di Tešub, e l'ittita Yazılıkaya. Harran fu, almeno più tardi, un centro di culto della dea lunare, mentre Šauskha aveva un tempio importante a Ninive, quando la città fu sotto dominio hurrita. Un tempio di Nergal fu costruito a Urkeš già nel III millennio a.C. La città di Kahat, infine, era il centro religioso del regno di Mitanni.
Il poema hurrita Il canto di Ullikummi, conservatoci dagli Ittiti, presenta analogie con la Teogonia di Esiodo; la castrazione di Urano da parte di Crono può essere derivata dalla castrazione di Anu da parte di Kumarbi, mentre il mito di Zeus che prende il posto di Crono e il rigurgito da parte di quest'ultimo degli dèi deglutiti ricorda il mito hurrita di Tešub e Kumarbi. È stato anche ipotizzato che il culto di Attis derivi da un mito hurrita: la dea frigia Cibele sarebbe allora l'equivalente della hurrita Hebat.

## Archeologia
I siti hurriti sono distribuiti fra i territori dei moderni Iraq, Siria e Turchia. Il nucleo della civiltà hurrita si trovava a cavallo del confine fra Siria e Turchia. Molti siti archeologici si trovano vicino alle frontiere e ciò rende l'accesso agli stessi problematico. Inoltre i progetti di dighe lungo l'Eufrate, il Tigri e il Khabur costituiscono un'ulteriore minaccia ai siti hurriti. In questo senso sono state portate a termine varie operazioni di salvataggio quando la costruzione delle dighe portava all'allagamento di intere vallate.
Gli scavi dei siti hurriti in Iraq e Siria sono cominciati fra gli anni venti e gli anni trenta del XX secolo, sotto la guida dell'archeologo americano Edward Chiera a Yorghan Tepe (Nuzi) e dell'archeologo britannico Max Mallowan a Chagar Bazar e Tell Brak. Gli scavi recenti sono stati condotti da équipes americane, olandesi, tedesche, italiane, belghe, francesi, danesi, in collaborazione col Ministero Siriano delle Antichità.
Gli strati sovrapposti dei tell spesso rivelano una lunga occupazione del sito, iniziata nel Neolitico e finita in età Romana o ancora più tarda. la caratteristica ceramica hurrita, detta "ceramica del Khabur", è utile a determinare i diversi strati delle colline sedimentali. Gli insediamenti hurriti si collocano cronologicamente durante la Media e Tarda Età del Bronzo, restando Urkesh la principale eccezione.

### Siti principali
L'elenco comprende i siti che furono sotto sovranità hurrita. Accanto è segnalato l'eventuale sito informatico. Come sopra esposto, importanti ritrovamenti per la storia hurrita sono avvenuti anche a Alalakh, Amarna, Hattusa e Ugarit.
- Tell Mozan (l'antica Urkesh)[9]
- Yorghan Tepe (l'antica Nuzi)[10]
- Tell Brak (l'antica Nagar)[11]
- Tell Leilan (l'antica Shehna e Shubat-Enlil)[12]
- Tell Barri (l'antica Kahat)[13]
- Tell Beydar (l'antica Nabada)[14]
- Kenan Tepe[15]
- Tell Tuneinir[16]
- Umm el-Marra (forse l'antica Tuba)[17]
- Tell Chuera[18]
- Hammam al-Turkman (forse l'antica Zalpa)[19]
- Tell Sabi Abyad[20]
- Hamoukar[21]
- Chagar Bazar
- Tell el-Fakhariya / Ras el-ʿAyn (forse l'antica Washukanni)
- Tell Hamidiya (forse l'antica Taidu)[22]